# Jan Noorland
Jan Noorland (Rotterdam, 28 oktober 1935 – Dordrecht, 15 mei 2006) was een Nederlands politicus van de VVD.
Hij werd geboren als zoon van een tuinder. Na de hbs diende hij als sergeant bij de Koninklijke Landmacht. In 1967 werd hij zelfstandig tuinder op het bedrijf van zijn vader en daarnaast was hij ook actief in de lokale politiek. Zo was hij vanaf 1966 gemeenteraadslid in Nieuwerkerk aan den IJssel en in 1969 werd hij daar wethouder. In 1974 werd Noorland lid van de Provinciale Staten van Zuid-Holland en in juni 1976 volgde zijn benoeming tot gedeputeerde van Zuid-Holland. Op exact diezelfde dag werd zijn tuindersbedrijf onteigend waarmee ook meteen een einde kwam aan zijn tuinderschap. In april 1985 werd Noorland de eerste VVD-burgemeester van Dordrecht en kort daarop werd hij landelijk bekend door als eerste burgemeester een voetbalwedstrijd te verbieden. In april 2000 ging hij vervroegd met pensioen en een maand later werd hij de waarnemend burgemeester van Ouderkerk wat hij tot juli 2001 zou blijven. Vervolgens werd hij in augustus 2001 benoemd tot de waarnemend burgemeester van Pijnacker. Die gemeente fuseerde op 1 januari 2002 met Nootdorp tot de nieuwe gemeente Pijnacker-Nootdorp waarvan hij de waarnemend burgemeester werd. In juni 2002 werd daar Rik Buddenberg benoemd tot burgemeester waarmee een einde kwam aan de burgemeesterscarrière van Noorland.
Na geruime tijd ziek te zijn geweest overleed hij midden 2006 op 70-jarige leeftijd.